# گلف در بازی‌های آسیایی ۲۰۱۸
گلف یکی از ورزش‌های بازی‌های آسیایی ۲۰۱۸ است که از ۲۳ تا ۲۶ آگوست ۲۰۱۸ برگزار شده است.
این مسابقات با حضور بخش مردان و بخش زنان در زمین گلف پوندوک اینداه، جاکارتا، اندونزی انجام شده است.

## مدال‌ها
| رویداد        | طلا                                                                | نقره                                                          | برنز                                                                     |
| انفرادی مردان | Keita Nakajima · ژاپن                                              | Oh Seung-taek · کره جنوبی                                     | Jin Cheng · چین                                                          |
| تیمی مردان    | ژاپن · Keita Nakajima · Ren Yonezawa · Daiki Imano · Takumi Kanaya | چین · Jin Cheng · Chen Yilong · Zhang Huachuang · Yuan Yechun | کره جنوبی · Kim Dong-min · Oh Seung-taek · Jang Seung-bo · Choi Ho-young |
| انفرادی زنان  | Yuka Saso · فیلیپین                                                | Liu Wenbo · چین                                               | Bianca Pagdanganan · فیلیپین                                             |
| تیمی زنان     | فیلیپین · Yuka Saso · Bianca Pagdanganan · Lois Kaye Go            | کره جنوبی · Ryu Hae-ran · Jeong Yun-ji · Lim Hee-jong         | چین · Liu Wenbo · Du Mohan · Yin Ruoning                                 |

## جدول مدال‌ها
| رتبه  | کشور      | طلا | نقره | برنز | مجموع |
| ۱     | فیلیپین   | ۲   | ۰    | ۱    | ۳     |
| ۲     | ژاپن      | ۲   | ۰    | ۰    | ۲     |
| ۳     | چین       | ۰   | ۲    | ۲    | ۴     |
| ۴     | کره جنوبی | ۰   | ۲    | ۱    | ۳     |
| مجموع | مجموع     | ۴   | ۴    | ۴    | ۱۲    |

## کشورهای شرکت کننده
- بنگلادش (۶)
- بوتان (۱)
- برونئی (۲)
- چین (۷)
- چین تایپه (۷)
- هنگ کنگ (۷)
- هند (۷)
- اندونزی (۷)
- ژاپن (۷)
- قزاقستان (۶)
- لبنان (۱)
- ماکائو (۶)
- مالزی (۷)
- مغولستان (۷)
- نپال (۴)
- پاکستان (۲)
- فیلیپین (۷)
- قطر (۴)
- سنگاپور (۴)
- سری‌لانکا (۳)
- کره جنوبی (۷)
- تایلند (۷)
- امارات متحده عربی (۲)
- ازبکستان (۴)
- ویتنام (۶)